# Craugastor sandersoni
Craugastor sandersoni is een kikker uit de familie Craugastoridae. De soort werd voor het eerst wetenschappelijk beschreven door Karl Patterson Schmidt in 1941. Oorspronkelijk werd de wetenschappelijke naam Eleutherodactylus sandersoni gebruikt. De soortaanduiding sandersoni is een eerbetoon aan de bioloog Ivan T. Sanderson.
De soort komt voor in delen van Midden-Amerika en leeft in de landen Belize en het oosten van Guatemala. Craugastor sandersoni wordt bedreigd door het verlies van habitat.